# Lista över svenska handgranater
Här listas svenska handgranater från och med modell 1918.

## Rökhandgranater och facklor
- Rökhandgranat m/18, skafthandgranat
- Rökhandgranat m/37
- Rökhandgranat m/49
- Rökhandgranat m/51
- Rökhandgranat m/56
- Rökhandgranat 4
- Rökfackla m/49
- Rökfackla m/55
- Rökfackla 4
- Gevärsrökgranat 1

## Spränghandgranater
- Spränghandgranat m/18, skafthandgranat
- Spränghandgranat m/39, skafthandgranat
- Spränghandgranat m/39C, skafthandgranat
- Spränghandgranat m/40
- Spränghandgranat m/43B, skafthandgranat
- Spränghandgranat m/45
- Spränghandgranat m/45B
- Spränghandgranat m/45C
- Spränghandgranat m/56
- Spränghandgranat 90
- Spränghandgranat 2000
- Spränghandgranat 07, hoppande handgranat.

## Övningshandgranater
Övningshandgranat är avsedd för att träna in tajmningen i att räkna in tills granaten exploderar samt träna kast av handgranat. Kännetecken för en övningshandgranat är att den är helt blåmålad, eller som övningshandgranathylsa 6 ett blått band där den är som bredast.
- Övningshandgranathylsa 6
- Övningshandgranathylsa 7 - Liknar spränghandgranat m/56
- Övningsgashandgranat m/30 - Liknar ??
- Övningsgashandgranat m/37 - Liknar ??
- Övninghandgranat m/39C - Liknar spränghandgranat m/39
- Övningshandgranat m/40 - Liknar spränghandgranat m/40
- Övningshandgranat m/45 - Liknar spränghandgranat m/45
- Övninghandgranat m/90 - Liknar spränghandgranat m/90
- Övninghandgranat m/9096 - Liknar chockhandgranat m/96
- Övninghandgranat m/2000 - Liknar spränghandgranat m/2000

Blind
- Blind kastövningshandgranat m/45

## Övriga handgranatstyper
- Brandhandgranat m/37
- Chockhandgranat m/96